# Geelsnedemycena
De geelsnedemycena (Mycena flavescens) is een eetbare soort plaatjeszwam uit de familie Mycenaceae. De soort werd voor het eerst wetenschappelijk beschreven door de Tsjechische mycoloog Josef Velenovský in 1920, op basis van specimens die in 1915 in Mnichovice werden verzameld.

## Taxonomie
Dit taxon werd beschreven door Josef Velenovský in 1920.

## Kenmerken

### Uiterlijke kenmerken
Hoed
Diameter 5-30 mm, aanvankelijk smal conisch, dan breed conisch, parabolisch, convex, uiteindelijk bijna vlak, soms met een kleine umbo, doorschijnend gestreept. Het oppervlak is kaal, ivoorkleurig tot geelwit van kleur, soms geler in het midden.
Lamellen
In 20-24 lamellen bereiken de steel, nauw aangehecht, convergerend met een korte tand of zonder, wit.
Steel
De steel heeft een lengte van 20-80 mm en een dikte van 1-2 mm. De steel is cilindrisch, hol en recht. Het oppervlak is poederachtig aan de bovenkant, kaal, wit aan de onderkant, bedekt met dichte, witte, flexibele vezels aan de basis.
Veels
Geen duidelijke geur.

### Microscopische kenmerken
De basidia zijn knotsvormig, 4-sporig, met gespen en meten 24–30 × 5,5–6,5 µm. De sporen zijn pipetvormig, glad, inamyloïde en meten 6,5–9 × 3–4,5 µm. De cheilocystidia zijn 30–60 × 5,5–12,5 µm, vermengd met basidia, spoelvormig, met lange of korte steeltjes, soms bedekt met een geleiachtige substantie. De pleurocystidia zijn vergelijkbaar. Hyfen in de steelhuid 2–6,5 µm breed, glad, met gespen, bedekt met enkelvoudige of sterk vertakte, cilindrische of sterk gezwollen gezwellen. Caulocystidia tot 65 × 20 µm, spoelvormig, worstvormig, bijna cilindrisch, knotsvormig of bijna bolvormig.

## Verspreiding
De geelsnedemycena is bekend in Noord-Amerika en Europa. 

## Ecologie
De geelsnedemycena is een saprotrofe paddenstoel. Hij komt voor op bemoste gazons, op met mos bedekte boomstammen, tussen groenteresten onder loofbomen en op omgevallen naalden in naaldbossen, vooral sparren, zelden beuken.

## Soortgelijke soorten
De geelsnedemycena kan worden verward met soorten van het geslacht Hemimycena, bijvoorbeeld Hemimycena lactea en Hemimycena delectabilis. Het verschilt van deze soorten onder meer door zijn heldere kleur, gelige of witte hoed, verschillend gevormde sporen en andere vorm van caulocystidia.
Binnen het geslacht Mycena is M. flavoalba een lid van sectie Adonideae, die wordt gekenmerkt door min of meer felgekleurde vruchtlichamen en inamyloïde sporen, gladde, spoelvormige cheilocystidia, de aanwezigheid van pleurocystidia, diverticulaire hyfen van haar- zoals hyfen en gladde hyfen van de steelcortex. In dwarsdoorsnede verschilt het van andere soorten in de kleur van de hoed - wit tot geelwit.
Moleculaire studies door Aronsen en Larsson in 2016 geven aan dat M. flavoalba twee fylogenetisch verschillende soorten omvat die verder moeten worden bestudeerd. Ze ontdekten ook dat Mycena floridula onderling afhankelijk is met een deel van het M. flavoalba-materiaal dat ze bestudeerden, terwijl het andere deel een nog niet bepaalde soort is.